# Escudo de Lugo (ciudad)

Escudo de Lugo (desde 2012)

En 2012 se aprobaron las nuevas armas de la ciudad de Lugo en substitución de la versión de 1942. Éstas contaron con corrección histórica por parte de Eduardo Pardo de Guevara y Valdés, donde se describe lo siguiente: "De azur (azul), la torre donjonada de plata (blanco), aclarada de gules (rojo), acostada de dos leones afrontados de oro (amarillo), lenguados y armados de gules, y surmontada del cáliz de oro, con la hostia de plata, radiante de oro, flanqueado de dos ángeles orantes sobre nubes, al natural. Bordura de plata con la consabida divisa «Hoc hic mysterium fidei firmiter profitemur» en letras de sable (negro). Al timbre, la corona real".
La leyenda en latín significa: Aquí profesamos firmemente este misterio de fe.

## Blasonado antiguo
Versiones anteriores del escudo blasonaban en campo de azur, una torre donjonada de plata (a veces de oro, como se ve en algunas versiones), aclarada y terrasada de gules, acostado de dos leones afrontados y rampantes contra la torre, de oro, acompañada de un cáliz de oro, sumado de la Sagrada Forma de plata, radiante de oro, y acostado de dos ángeles en adoración afrontados, de plata, sobre sendas nubes del mismo metal y una bordura en la que figura el lema de la ciudad —"HOC HIC MYSTERIUM FIDEI FIRMITER PROFITEMUR" (Aquí, con fe firme, confesamos este misterio)— en letras de sable. Al timbre, una corona de marqués, compuesta por un cerco de metal precioso y pedrería decorado con cinco florones. Los florones están situados sobre puntas elaboradas con el mismo metal que la base.

## Otras versiones

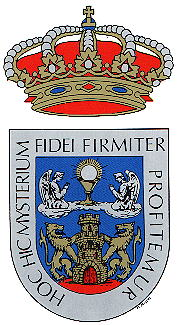
Escudo con corona real cerrada utilizado en sellos y documentos antes de 1942.
Escudo heráldico de Lugo con corona real abierta (anterior a 1942).
Escudo heráldico de Lugo con corona real abierta y pergamino (anterior a 1942).
Versión heráldica del escudo con corona de marqués (1942-2012).
Escudo de Lugo desde 2012 (versión incorrecta en heráldica y colores).
Escudo de Lugo desde 2012.
Armas heráldicas de la ciudad de Lugo (desde 2012).
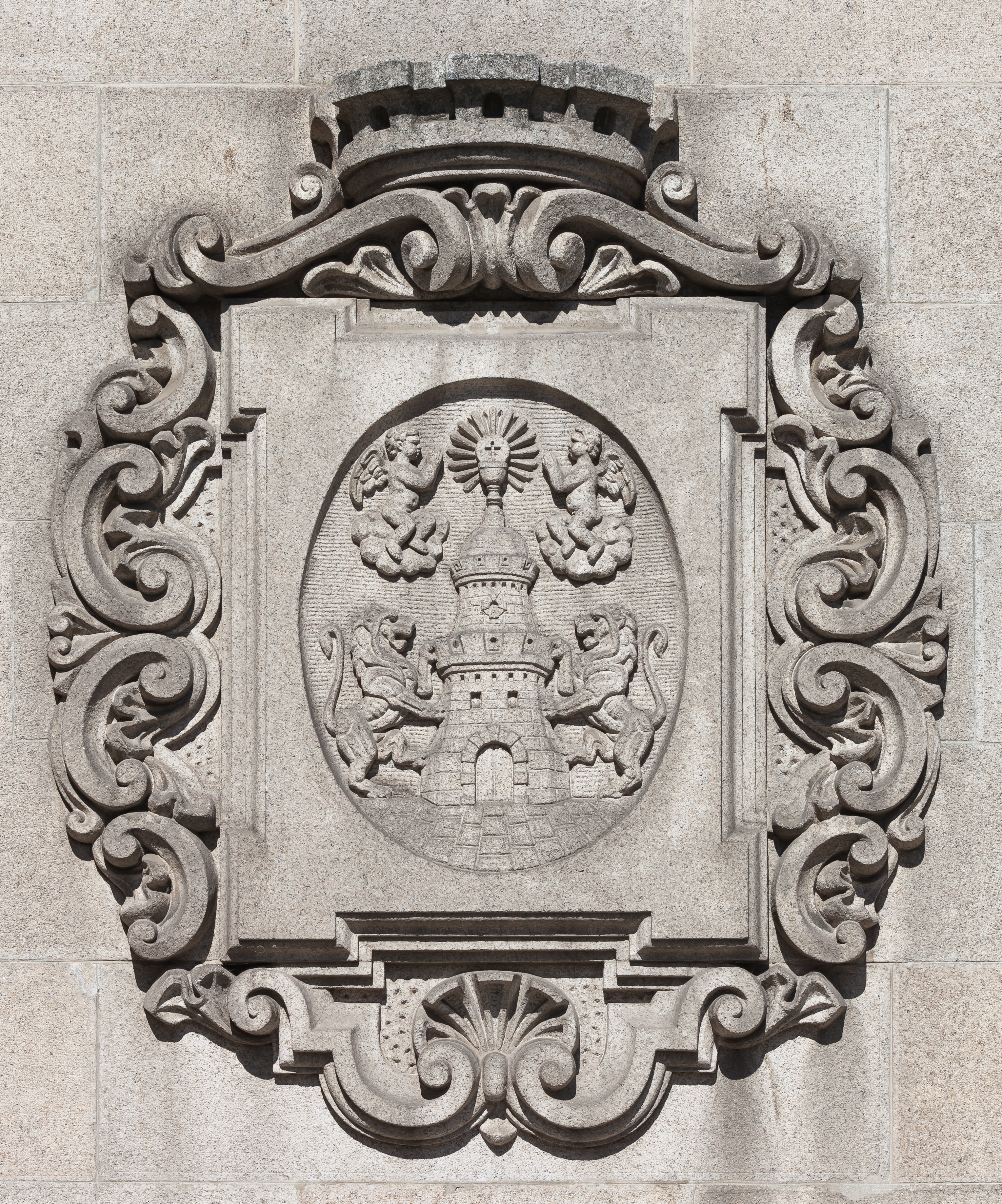
Escudo en el Museo Provincial de Lugo.